# 個舊盲高原鰍
個舊盲高原鰍（學名：Triplophysa gejiuensis）為輻鰭魚綱鯉形目條鰍科高原鰍屬的其中一種。被IUCN列為易危保育類動物，分布於亞洲中國雲南省個舊市的一個洞穴中，本魚體細長且側扁，眼退化，口下位，頭部略凹，觸鬚3對，身體裸露的而且沒有有顏色，側線孔清晰，體長可達5.2公分，棲息在洞穴底層水域，生活習性不明。

## 扩展阅读
維基物種上的相關：個舊盲高原鰍